# Piotr Borysiuk
Piotr Borysiuk – polski leśnik, doktor habilitowany nauk rolniczych, profesor w Szkole Głównej Gospodarstwa Wiejskiego w Warszawie, specjalista od drzewnictwa oraz technologii tworzyw drzewnych.

## Kariera naukowa
W 1996 roku  na Wydziale Technologii Drewna Szkoły Głównej Gospodarstwa Wiejskiego w Warszawie uzyskał tytuł magistra inżyniera. W 2000 roku na tym samym wydziale, uzyskał stopień doktora nauk rolniczych w zakresie drzewnictwa na podstawie rozprawy pt. Wpływ redukcji ciśnienia prasowania na wybrane właściwości sklejki, której promotorem był Andrzej Starecki. W 2001 roku został zatrudniony na tejże uczelni, a w 2012 roku uzyskał na jej Wydziale Technologii Drewna stopień doktora habilitowanego nauk rolniczych w dyscyplinie drzewnictwa.